# 三碘化钠
三碘化钠是一种无机化合物，化学式为NaI3，它可由碘化钠和碘的反应得到，或通过碘化钠溶液的电解产生：
NaI + I2 ⇌ NaI3
3 NaI + 2 H2O —通电→ NaI3 + 2 NaOH + H2↑
在Na-I2电池中，电极中NaI3的生成会导致严重的电容衰减与低库伦效率。
它和2,3,4,5-四氟-6-汞基苯甲酸盐反应，酸化后可以得到2,3,4,5-四氟-6-碘苯甲酸。